# Unsere heile Welt
Unsere heile Welt ist eine Fernsehserie des ZDF, die 1972 im Vorabendprogramm ausgestrahlt wurde. Es wird das Leben einer Familie in einer Neubausiedlung am Hamburger Stadtrand geschildert.

## Handlung
Die Familie Eickhoff bestehend aus Vater Walter, Mutter Gisela und den Söhnen Matthias und Klaus zieht in eine Neubausiedlung am Hamburger Stadtrand. Die Lage der neuen Wohnung neben einem Industriegebiet ist alles andere als menschenfreundlich. Für die Söhne gibt es keine Spielplätze, begrünte Flächen fehlen völlig und eine benachbarte Firma sorgt regelmäßig für verpestete Luft. Aber die Eickhoffs müssen mit diesen mangelhaften Lebensbedingungen irgendwie zurechtkommen.

## Episoden
| Folge | Titel                   | Ausstrahlung   |
| ----- | ----------------------- | -------------- |
| 1     | Der Einzug              | 13. März 1972  |
| 2     | Flug in die Sonne       | 20. März 1972  |
| 3     | Ein ganz mieser Tag     | 27. März 1972  |
| 4     | Jagd auf 'ne Treffe     | 10. April 1972 |
| 5     | Aufstand der Sklaven    | 17. April 1972 |
| 6     | Von Mensch zu Mensch    | 24. April 1972 |
| 7     | Die Stunde der Wahrheit | 8. Mai 1972    |
| 8     | Ein nasser Sommer       | 15. Mai 1972   |
| 9     | Zündstoff               | 29. Mai 1972   |
| 10    | Die Initiative          | 5. Juni 1972   |
| 11    | Der Streß               | 12. Juni 1972  |
| 12    | Der Ausbruch            | 19. Juni 1972  |
| 13    | Mief mit Komfort        | 26. Juni 1972  |